# Siculiana
Siculiana ist eine Stadt im Freien Gemeindekonsortium Agrigent in der Region Sizilien in Italien.

## Lage und Daten
Siculiana liegt 18 km westlich von Agrigent. Die Stadt hat 4149 Einwohner (Stand 31. Dezember 2023), die hauptsächlich in der Landwirtschaft arbeiten. Hauptgebiete sind Weizenanbau, Anbau von Oliven, Mandeln und Weintrauben.
Die Nachbargemeinden sind Agrigent, Montallegro und Realmonte.
Nachdem der Bahnverkehr nach Siculiana 1978 eingestellt wurde, ist der Ort heute nur noch auf der Straße zu erreichen.

## Geschichte
Zu arabischer Zeit stand hier das Kastell Qal’al-Sugul. Das Kastell wurde Ende des 11. Jahrhunderts durch die Normannen zerstört und im Jahr 1310 im Auftrag des Barons Federico Chiaramonte wieder aufgebaut. Dieses Jahr ist im ältesten erhaltenen Dokument belegt. Der heutige Ort entstand im Wesentlichen im 14. und 15. Jahrhundert, als dem katalanischen Edelmann Corilles das Privileg eingeräumt wurde, das Areal rund um die Burg zu bebauen.

## Einwohnerentwicklung
Seit der Mitte des 19. Jahrhunderts stieg die Zahl der Einwohner bis 1961 kontinuierlich auf das Eineinhalbfache. Seitdem zeigen die Zahlen jedoch wieder einen Abwärtstrend und liegen augenblicklich (Stand Ende 2010) bereits unter den ersten bekannten Werten.
| Jahr      | 1861  | 1871  | 1881  | 1901  | 1921  | 1931  | 1936  | 1951  | 1961  | 1971  | 1981  | 1991  | 2001  | 2008  | 2010  |
| --------- | ----- | ----- | ----- | ----- | ----- | ----- | ----- | ----- | ----- | ----- | ----- | ----- | ----- | ----- | ----- |
| Einwohner | 5.775 | 5.719 | 6.277 | 7.084 | 7.707 | 7.260 | 7.374 | 7.683 | 6.444 | 5.207 | 4.813 | 5.070 | 4.786 | 4.676 | 4.587 |

## Sehenswürdigkeiten (Auswahl)
- Chiaramonte-Kastell (1310), es wurde oft umgebaut
- Pfarrkirche Chiesa Madre San Leonardo Abate
- Strand Siculiana Marina

## Persönlichkeiten
- Domenico Maria Lo Jacono (1786–1860), Theatiner, Bischof von Agrigent 1844–1860